# 功守道
《功守道》是由文章執導、編劇，李連杰監製，馬雲領銜主演的电影短片。

## 劇情
馬師傅走在路上，看見「華山派」的招牌，便閉上眼開始和各大武術門派對戰，用太極接連打敗泰拳、相撲、蒙古摔角、詠春等門派的高手。然而馬師傅沒發現招牌上寫的是「華山派出所」，而被警察趕出。片末由馬雲獨自打太極拳，背景是各種自然景物，兩旁寫出許多太極理念作為結束。

## 演員
- 馬雲 飾 馬師傅
- 李連杰 飾 老僕李
- 甄子丹 飾 高手甄
- 東尼嘉 飾 高手賈
- 向佐 飾 高手佐
- 吳京 飾 高手京
- 劉承羽 飾 高手羽
- 鄒市明 飾 高手鄒
- 朝青龍 飾 高手龍
- 佟大為 飾 警察佟
- 黃曉明 飾 警察明
- 李晨 飾 警察晨
- 邵晓锋 飾 所長
- 袁和平
- 洪金宝

## 拍攝理念
據李連杰的說法，此片籌畫始於2011年，馬雲和李連杰想將太極文化分享給世界，經過六年的時間發展成形，最初片名為「攻守道」，一攻一守反映太極的「陰陽」，後來因一次筆誤決定改為「功守道」，反映中庸的哲學，是「用功夫守住家園之道」。拍攝此片主要是為了推廣太極、向外國宣揚中國武學文化，馬雲本身修習太極多年，片中的武術明星全都無酬參與演出。
2017年11月29日，马云在第四届世界浙商大会上说：“我觉得我喜欢唱歌，喜欢折腾，我喜欢这些东西，至少到80岁的时候没后悔自己没折腾过。”

## 音樂
該片的主題曲〈風清揚〉由馬雲及王菲合唱，已於2017年11月3日在蝦米音樂及Youtube首發。

## 發行
2017年10月28日，馬雲在個人的新浪微博上公開電影海報。

## 反響
由於此片演員陣容的特別，在發佈一天就點擊破億。但遭到了香港媒体的各类批评，比如有評論認為此片惡俗，馬雲不是武術家，全靠自己有錢而請到這麼多武術明星來讓他在片中打敗，淘寶也藉機廣告吸引商業，全片傳達的概念是「天下武功，唯富不破」，跟功守道原意天差共地。

## 外部連結
- 时光网上《功守道》的資料（简体中文）
- 開眼電影網上《功守道》的資料（繁體中文）
- 互联网电影数据库（IMDb）上《功守道》的资料（英文）